# Барановиці (Гуровський повіт)
Барановиці (пол. Baranowice, нім. Brennowitz) — село в Польщі, у гміні Вонсош Гуровського повіту Нижньосілезького воєводства.
Населення — 56 осіб (2011).
У 1975-1998 роках село належало до Лешненського воєводства.

## Демографія
Демографічна структура станом на 31 березня 2011 року:
|          | Загалом | Допрацездатний вік | Працездатний вік | Постпрацездатний вік |
| -------- | ------- | ------------------ | ---------------- | -------------------- |
| Чоловіки | 25      | 2                  | 18               | 5                    |
| Жінки    | 31      | 3                  | 18               | 10                   |
| Разом    | 56      | 5                  | 36               | 15                   |